# Abborrtjärnen (Sorsele socken, Lappland, 724089-159483)
Abborrtjärnen är en sjö i Sorsele kommun i Lappland och ingår i Umeälvens huvudavrinningsområde.